# Domenico di Giovanni
Domenico di Giovanni, cunoscut și sub numele de Burchiello (Florența, 1404 - Roma, 1449), a fost un poet italian din secolul al XV-lea, celebru pentru stilul său și pentru limbajul paradoxal și aparent absurd folosit în sonetele sale, cu care a fondat o școală și avea un număr mare de imitatori.

## Biografia

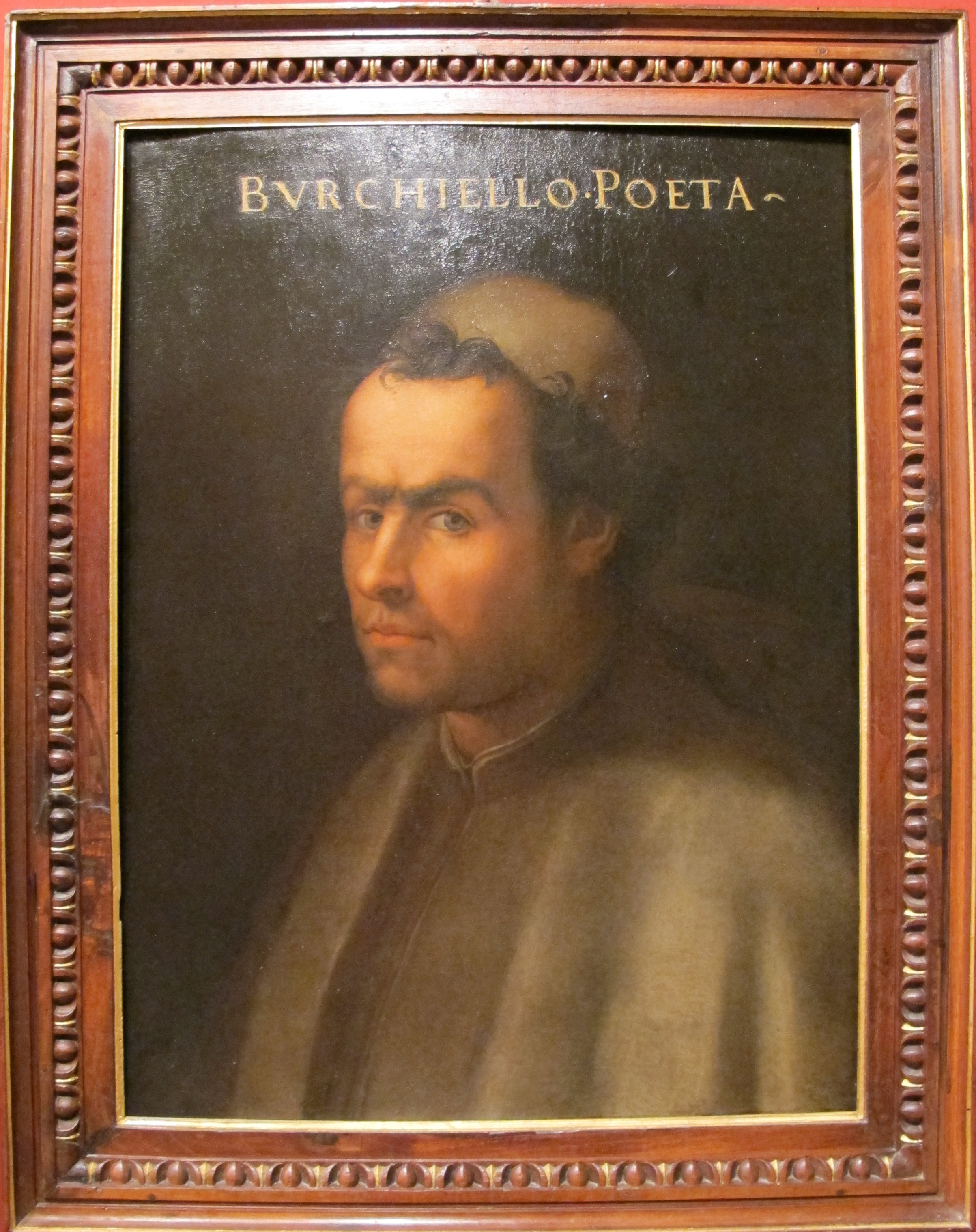
Portret cu imaginea lui Burchiello.

Tatăl său, Giovanni, a fost tâmplar, în timp ce mama sa Antonia era țesătoare. El a exercitat profesia de frizer în Via Calimala și, după cum este înregistrat în Corporazione dei Medici e degli Speziali (Bresla Medicilor și Spițerilor), aceeași breaslă la care a fost înregistrat și Dante Alighieri. Domenico nu a făcut, prin propria sa admitere, o educație școlară. Atelierul său a fost frecventat de un cerc de scriitori și artiști (inclusiv faimosul Leon Battista Alberti), precum și de politicieni care s-au opus familiei Medici.
În 1434, în același an al întoarcerii lui Cosimo cel Bătrân din exilul în Veneția, se datează prima fugă din Florența, foarte probabil din cauza problemelor economice și pentru a scăpa de cămătari (deși, pentru unii critici, el a fost exilat chiar de Cosimo din cauza inimiciției sale față de familia Medici). A avut o viață tulburată: la Siena, unde în 1439 a stat la închisoare câteva luni, a primit trei pedepse financiare, dintre care una pentru furt din cauza unei dispute de dragoste și una de comerț, apoi la Roma, unde s-a mutat în 1443 pentru a deschide o nouă frizerie. A murit acolo, în sărăcie, câțiva ani după sosirea sa.

## Poeziialla burchia
Poeziile lui Burchiello sunt sonete (toate sub formă caudată, cu excepția unuia) într-un limbaj extraordinar și adesea (la prima vedere) cu inexistență unei coerențe. Sonetele normale care se citesc în partea a doua a operei sale sunt satirice și scrise pentru derâdere, adresate împotriva culturii literare lui Francesco Petrarca (luat ca model de foarte mulți poeți italieni în acea perioadă) sau sunt descrieri ale vieții mizerabile pe care Giovanii ducea, în timp ce, în primele așa-numite sonete alla burchia(ce în limba italiană veche însemna un mixt dezorganizat) Sunt o harababură de cuvinte, fără nicio legătură aparentă, cu efecte comice. Jocul verbal este redat printr-un limbaj tensionat și deliberat teatral, care folosește pe scară largă metonimia, substituția, paradoxul și inversiunea, pentru a crea un efect hilar sau disprețuitor.
Primul catren al unuia dintre cele mai cunoscute sonete ale sale clarifică sentimentul de distrugere a limbajului tipic al lui Burchiello și al discipolilor săi:
Nominativi fritti, e Mappamondi,
E l'Arca di Noè fra due colonne
Cantavan tutti Chirieleisonne
Per l'influenza de' taglier mal tondi.

Novantanove maniche infreddate
et unghie da sonar l'arpa co' piedi
si trastullano col ponte a Rifredi
per passar tempo infino a mezza state.
Într-un alt sonet a lui Burchiello sunt menționați chiar și românii:
Un frate da cucina, un uom da facchi,
 Un Gajo Lelio per ambasciatore
 Una lanterna piena di favore 
 Portavan per tributo de' Valacchi.

## Bibliografia
- Giuseppe Crimi, 30 sonetti del Burchiello, Viareggio, Diaforia, Edizioni Cinquemarzo, 2016.
- Giuseppe Crimi, L'oscura lingua e il parlar sottile: tradizione e fortuna del Burchiello, Roma, Vecchiarelli, 2005.
- Michelangelo Zaccarello, a cura di, " I sonetti del Burchiello", Torino, Einaudi, 2004.
- Michelangelo Zaccarello, a cura di, "La fantasia fuor de' confini - Burchiello e dintorni a 550 anni dalla morte", Ediz. di Storia e Letteratura, Roma, 2002.
- Burchiello (septembrie 1495).  Bartolomeo : de' Libri, ed. Opere. Florența.:54
- Watkins, Renee 'Burchiello...' Italian Quarterly XIV:54 includes some poems with English prose translations.

1. 1 2  Burchiello, accesat în 9 octombrie 2017
2. 1 2  Il Burchiello, Gran Enciclopèdia Catalana
3. 1 2  Il Burchiello, NUKAT
4. 1 2  Doménico di Giovanni detto il Burchièllo, Enciclopedia Sapere
5. ↑  Burchiello, opac.vatlib.it
6. 1 2  Autoritatea BnF, accesat în 10 octombrie 2015